# Seventeen (revista japonesa)
Seventeen (セブンティーン Sebuntīn?) es una revista de moda mensual japonesa dedicada a mujeres adolescentes y publicada por Shueisha. Fue fundada en 1967 con base en la revista americana Seventeen.
La primera edición fue publicada en 1967 como una revista semanal basada en la versión americana. La revista cambió su nombre a SEVENTEEN en 1987, y simplemente a Seventeen en 2008.
Desde finales de la década de 1990, Seventeen ha sido la revista de moda adolescente más vendida en Japón e incluye modelos exclusivos que son conocidos como ST-Mo (STモ - Seventeen Model). La revista es también una muy codiciada entre modelos japonesas, puesto que al aparecer en la revista, especialmente en su portada y en ciertas páginas, les ayuda a obtener patrocinios de alta calidad y contratos de prestigio. Algunas de las antiguas modelos de Seventeen incluyen a Keiko Kitagawa, Nana Eikura, Rie Miyazawa, Anna Tsuchiya, Hinano Yoshikawa y Emi Suzuki. 